# Johan Baptist von Albertini
Johan Baptist von Albertini, född 17 februari 1769 och död 6 december 1831, var biskop i den tyska brödraförsamlingen Herrnhuter Brüdergemeine. Botanist med signaturen Alb. då botaniska namn redovisas.
Han arbetade som botanist och mykolog. Tillsammans med Lewis David von Schweinitz Conspectus Fungorum in Lusatiae Superioris Agro Niskiense Crescentium e Methodo Persoonia, som utgavs 1805 i Leipzig. Verkets tyska titel lyder: Betrachtung der Pilze der Oberlausitz, die auf den Feldern um Nisky wachsen, nach der Methode von Persoon och innehåller beskrivning av 1130 arter, varav 127 var nya.

## Psalmer
- Hem jag längtar, ack här ute Är så tomt, så mörkt så kallt, nummer 467 i Svenska Missionsförbundets Sångbok 1920. Texten översattes till svenska av den norske prästen och psalmförfattaren Magnus Brostrup Landstad.